# Parasemidalis triton
Parasemidalis triton is een insect uit de familie van de dwerggaasvliegen (Coniopterygidae), die tot de orde netvleugeligen (Neuroptera) behoort. 
De wetenschappelijke naam Parasemidalis triton is voor het eerst geldig gepubliceerd door Meinander in 1976.